# جائزة البرازيل الكبرى 1993
جائزة البرازيل الكبرى 1993 هو سباق فورمولا 1 أقيم بتاريخ 28 مارس 1993 في البرازيل. كان الثاني من أصل 16 في بطولة العالم لسباقات الفورمولا واحد موسم 1993. حلّ البرازيلي آيرتون سينا أولا بينما جاء البريطاني دايمون هيل في المركز الثاني وحصل على المركز الثالث الألماني مايكل شوماخر.